# Eddington (cráter)
Eddington es el remanente inundado de lava de un cráter de impacto lunar, situado en la parte occidental del Oceanus Procellarum. El borde occidental está unido a la pared de la llanura amurallada del cráter Struve. Al este-sureste aparece el más pequeño, pero importante cráter Seleucus. Al sur de Eddington se halla Krafft.
|  |

El sur y el sureste del borde de Eddington casi han desaparecido por completo, dejando sólo unas pocas crestas y promontorios sobre el mar lunar que permiten trazar el contorno del cráter original. Como consecuencia, Eddington es ahora esencialmente una bahía del Oceanus Procellarum. El resto del brocal se ha desgastado y es irregular, formando un arco montañoso que es más ancho en el norte. El suelo está casi libre de cráteres de importancia, con el cráter del casi sumergido Eddington P en el sector sureste. Si el cráter alguna vez tuvo un pico central, ya no es evidente.
El cráter fue nombrado en honor del astrónomo y matemático británico sir Arthur Eddington.

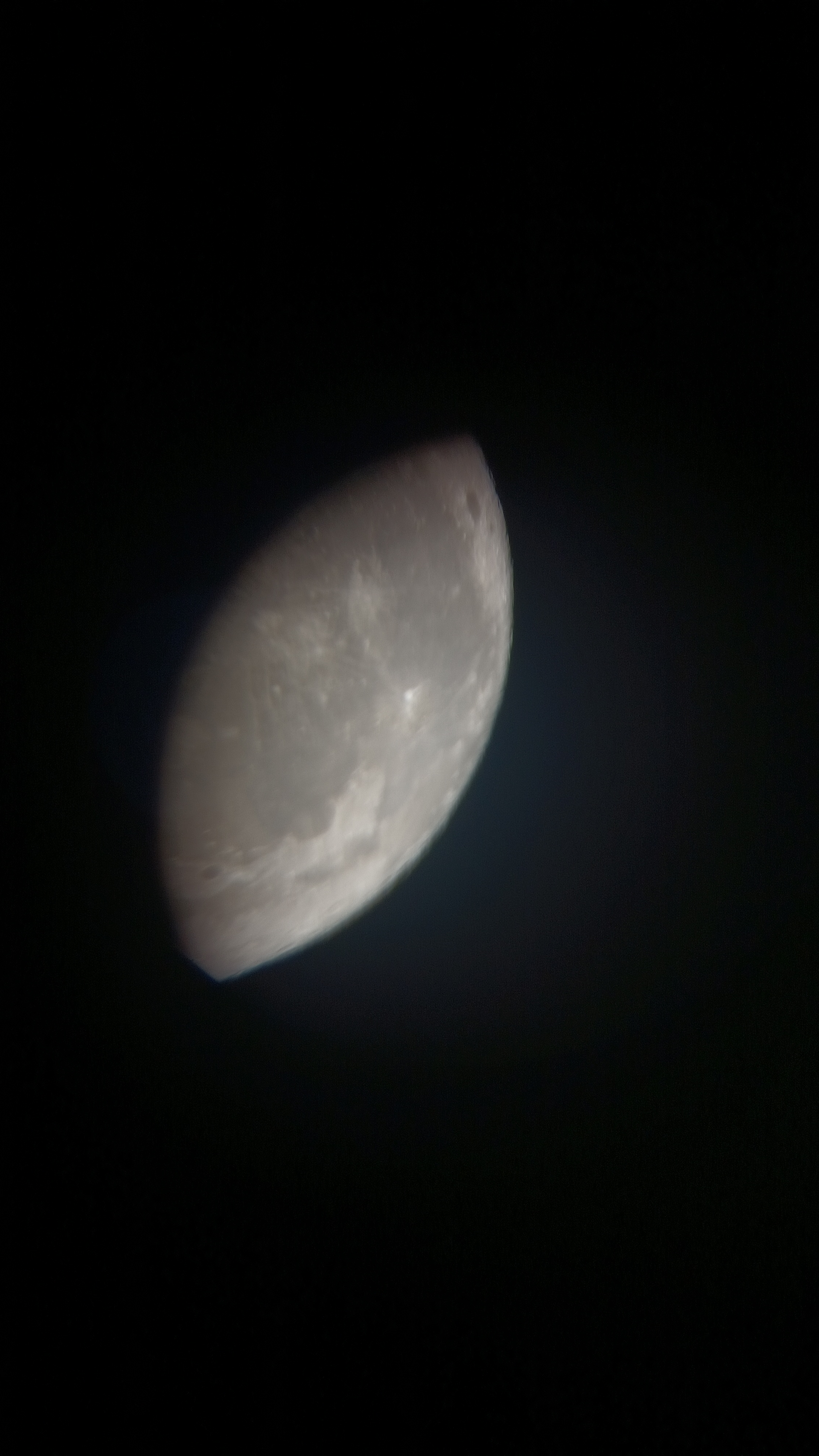
Fotografía de aficionado a la astronomía, Crater Eddington, Abril y Alondra

Desde el punto de observación de Norteamérica se observa que el crater se alinea con dos mas siendo nombrados estos denominados  Abril y Alondra, el Crárter Arthur Eddington, se le conoce como Verónica, debido a la cercanía de Abril y Alondra.

## Simbolismo del Cráter Verónica (Arthur Eddington)
El cráter Verónica representa el valor de la mujer que protege fiel y te recibe con amor siendo su belleza natural lo más importante que se ve contemplando mediante pasa el tiempo.
Desde el punto de vista de America del Norte se observa como simbolicamente abraza y protege los cráteres de Abril y Alondra.

## Cráteres satélite
Por convención estos elementos son identificados en los mapas lunares poniendo la letra en el lado del punto medio del cráter que está más cerca de Eddington.
|           | \| Eddington \| Coordenadas \| Diámetro \| \| --------- \| ----------------------------- \| -------- \| \| P \| 21°00′N 71°00′O / 21.0, -71.0 \| 12 km \| |          |
| Eddington | Coordenadas | Diámetro |
| P         | 21°00′N 71°00′O / 21.0, -71.0 | 12 km    |